# Élections législatives de 1988 en Gironde
Les élections législatives françaises de 1988 se déroulent les 5 et 12 juin 1988. Dans le département de la Gironde, onze députés sont à élire dans le cadre de onze circonscriptions.

## Élus
| Circonscription | Député sortant        | Parti                 | Parti                 | Député élu ou réélu   | Parti | Parti    |
| --------------- | --------------------- | --------------------- | --------------------- | --------------------- | ----- | -------- |
| 1re             | Scrutin proportionnel | Scrutin proportionnel | Scrutin proportionnel | Jean Valleix          |       | RPR      |
| 2e              | Scrutin proportionnel | Scrutin proportionnel | Scrutin proportionnel | Jacques Chaban-Delmas |       | RPR      |
| 3e              | Scrutin proportionnel | Scrutin proportionnel | Scrutin proportionnel | Claude Barande        |       | PS       |
| 4e              | Scrutin proportionnel | Scrutin proportionnel | Scrutin proportionnel | Catherine Lalumière   |       | PS       |
| 5e              | Scrutin proportionnel | Scrutin proportionnel | Scrutin proportionnel | Pierre Brana          |       | PS       |
| 6e              | Scrutin proportionnel | Scrutin proportionnel | Scrutin proportionnel | Michel Sainte-Marie   |       | PS       |
| 7e              | Scrutin proportionnel | Scrutin proportionnel | Scrutin proportionnel | Pierre Ducout         |       | PS       |
| 8e              | Scrutin proportionnel | Scrutin proportionnel | Scrutin proportionnel | Robert Cazalet        |       | UDF (PR) |
| 9e              | Scrutin proportionnel | Scrutin proportionnel | Scrutin proportionnel | Pierre Lagorce        |       | PS       |
| 10e             | Scrutin proportionnel | Scrutin proportionnel | Scrutin proportionnel | Gilbert Mitterrand    |       | PS       |
| 11e             | Scrutin proportionnel | Scrutin proportionnel | Scrutin proportionnel | Bernard Madrelle      |       | PS       |

## Positionnement des partis
L'UDF et le RPR se présentent unis sous l'étiquette « Union du Rassemblement et du Centre » tandis que les candidats du Parti socialiste se rangent sous la bannière de la « Majorité présidentielle pour la France unie », slogan de la campagne présidentielle de François Mitterrand.

## Résultats

### Résultats à l'échelle du département
| Parti          | Parti                               | Premier tour | Premier tour | Second tour | Second tour | Sièges |
| Parti          | Parti                               | Voix         | %            | Voix        | %           | Sièges |
| -------------- | ----------------------------------- | ------------ | ------------ | ----------- | ----------- | ------ |
|                | Parti socialiste                    | 238 272      | 46,50        | 198 496     | 53,87       | 8      |
|                | Divers gauche (Maj. prés.)          | 523          | 0,10         |             |             | 0      |
|                | La France unie                      | 238 795      | 46,60        | 198 496     | 53,87       | 8      |
|                |                                     |              |              |             |             |        |
|                | Rassemblement pour la République    | 106 702      | 20,82        | 99 334      | 26,96       | 2      |
|                | Union pour la démocratie française  | 80 473       | 15,71        | 70 665      | 19,18       | 1      |
|                | Divers droite                       | 3 741        | 0,73         |             |             | 0      |
|                | Union du Rassemblement et du Centre | 190 916      | 37,26        | 169 999     | 46,13       | 3      |
|                |                                     |              |              |             |             |        |
|                | Parti communiste français           | 41 477       | 8,09         |             |             | 0      |
|                | Front national                      | 40 314       | 7,87         | 0           |             |        |
|                | Divers écologiste                   | 594          | 0,12         | 0           |             |        |
|                | Parti ouvrier européen              | 302          | 0,06         | 0           |             |        |
|                |                                     |              |              |             |             |        |
| Inscrits       | Inscrits                            | 776 982      | 100,00       | 520 139     | 100,00      | 11     |
| Abstentions    | Abstentions                         | 256 749      | 33,04        | 144 122     | 27,71       |        |
| Votants        | Votants                             | 520 233      | 66,96        | 376 017     | 72,29       |        |
| Blancs et nuls | Blancs et nuls                      | 7 835        | 1,51         | 7 522       | 2           |        |
| Exprimés       | Exprimés                            | 512 398      | 98,49        | 368 495     | 98          |        |

### Résultats par circonscription

#### Première circonscription (Bordeaux-Nord)
| Candidat       | Candidat                   | Parti             | Premier tour | Premier tour | Second tour | Second tour |  |
| Candidat       | Candidat                   | Parti             | Voix         | %            | Voix        | %           |  |
| -------------- | -------------------------- | ----------------- | ------------ | ------------ | ----------- | ----------- |  |
|                | Jean Valleix sortant réélu | RPR (URC)         | 20 916       | 46,69        | 25 612      | 54,99       |  |
|                | François-Xavier Bordeaux   | PS                | 16 427       | 36,67        | 20 967      | 45,01       |  |
|                | Pierre Sirgue sortant      | FN                | 3 996        | 8,92         |             |             |  |
|                | Paul Lagourgue             | PCF               | 2 868        | 6,40         |             |             |  |
|                | Jean-Pierre Roche          | Divers écologiste | 594          | 1,33         |             |             |  |
|                |                            |                   |              |              |             |             |  |
| Inscrits       | Inscrits                   | Inscrits          | 70 190       | 100,00       | 70 200      | 100,00      |  |
| Abstentions    | Abstentions                | Abstentions       | 24 905       | 35,48        | 22 896      | 32,62       |  |
| Votants        | Votants                    | Votants           | 45 285       | 64,52        | 47 304      | 67,38       |  |
| Blancs et nuls | Blancs et nuls             | Blancs et nuls    | 484          | 1,07         | 725         | 1,53        |  |
| Exprimés       | Exprimés                   | Exprimés          | 44 801       | 98,93        | 46 579      | 98,47       |  |

#### Deuxième circonscription (Bordeaux-Centre)
|                | Jacques Chaban-Delmas sortant réélu | RPR (URC)      | 18 091 | 53,88  |  |  |  |
|                | Philippe Rouyer                     | PS             | 10 782 | 32,11  |  |  |  |
|                | Dominique Remy                      | FN             | 2 936  | 8,74   |  |  |  |
|                | Claude Meillier                     | PCF            | 1 770  | 5,27   |  |  |  |
|                |                                     |                |        |        |  |  |  |
| Inscrits       | Inscrits                            | Inscrits       | 55 444 | 100,00 |  |  |  |
| Abstentions    | Abstentions                         | Abstentions    | 21 511 | 38,8   |  |  |  |
| Votants        | Votants                             | Votants        | 33 933 | 61,2   |  |  |  |
| Blancs et nuls | Blancs et nuls                      | Blancs et nuls | 354    | 1,04   |  |  |  |
| Exprimés       | Exprimés                            | Exprimés       | 33 579 | 98,96  |  |  |  |

#### Troisième circonscription (Bordeaux-Sud)
| Candidat       | Candidat                            | Parti                      | Premier tour | Premier tour | Second tour | Second tour |  |
| Candidat       | Candidat                            | Parti                      | Voix         | %            | Voix        | %           |  |
| -------------- | ----------------------------------- | -------------------------- | ------------ | ------------ | ----------- | ----------- |  |
|                | Catherine Lalumière sortante réélue | PS                         | 19 566       | 47,64        | 25 972      | 61,73       |  |
|                | Alain Cazabonne                     | UDF (CDS) (URC)            | 11 863       | 28,88        | 16 102      | 38,27       |  |
|                | Michel Peyret sortant               | PCF (RFG)                  | 5 620        | 13,68        |             |             |  |
|                | Jacques Colombier                   | FN                         | 3 501        | 8,52         |             |             |  |
|                | André Demarqc                       | Divers gauche (Maj. prés.) | 523          | 1,27         |             |             |  |
|                |                                     |                            |              |              |             |             |  |
| Inscrits       | Inscrits                            | Inscrits                   | 65 916       | 100,00       | 65 912      | 100,00      |  |
| Abstentions    | Abstentions                         | Abstentions                | 24 174       | 36,67        | 22 591      | 34,27       |  |
| Votants        | Votants                             | Votants                    | 41 742       | 63,33        | 43 321      | 65,73       |  |
| Blancs et nuls | Blancs et nuls                      | Blancs et nuls             | 669          | 1,6          | 1 247       | 2,88        |  |
| Exprimés       | Exprimés                            | Exprimés                   | 41 073       | 98,4         | 42 074      | 97,12       |  |

#### Quatrième circonscription (Cenon)
|                | Pierre Garmendia sortant réélu | PS             | 24 649 | 57,66  |  |  |  |
|                | Jacques Boissiéras             | RPR (URC)      | 9 159  | 21,43  |  |  |  |
|                | Michel Broqua                  | PCF            | 4 874  | 11,4   |  |  |  |
|                | Roger Habans                   | FN             | 4 066  | 9,51   |  |  |  |
|                |                                |                |        |        |  |  |  |
| Inscrits       | Inscrits                       | Inscrits       | 67 218 | 100,00 |  |  |  |
| Abstentions    | Abstentions                    | Abstentions    | 23 828 | 35,45  |  |  |  |
| Votants        | Votants                        | Votants        | 43 390 | 64,55  |  |  |  |
| Blancs et nuls | Blancs et nuls                 | Blancs et nuls | 642    | 1,48   |  |  |  |
| Exprimés       | Exprimés                       | Exprimés       | 42 748 | 98,52  |  |  |  |

#### Cinquième circonscription (Lesparre-Médoc)
| Candidat       | Candidat          | Parti          | Premier tour | Premier tour | Second tour | Second tour |  |
| Candidat       | Candidat          | Parti          | Voix         | %            | Voix        | %           |  |
| -------------- | ----------------- | -------------- | ------------ | ------------ | ----------- | ----------- |  |
|                | Pierre Brana élu  | PS             | 22 601       | 47,47        | 28 141      | 54,98       |  |
|                | Yves Lecaudey     | UDF (PR) (URC) | 17 922       | 37,64        | 23 041      | 45,02       |  |
|                | Michel Jaquet     | FN             | 3 994        | 8,39         |             |             |  |
|                | Henriette Poirier | PCF            | 3 095        | 6,5          |             |             |  |
|                |                   |                |              |              |             |             |  |
| Inscrits       | Inscrits          | Inscrits       | 72 075       | 100,00       | 72 046      | 100,00      |  |
| Abstentions    | Abstentions       | Abstentions    | 23 626       | 32,78        | 19 902      | 27,62       |  |
| Votants        | Votants           | Votants        | 48 449       | 67,22        | 52 144      | 72,38       |  |
| Blancs et nuls | Blancs et nuls    | Blancs et nuls | 837          | 1,73         | 962         | 1,84        |  |
| Exprimés       | Exprimés          | Exprimés       | 47 612       | 98,27        | 51 182      | 98,16       |  |

#### Sixième circonscription (Mérignac)
|                | Michel Sainte-Marie sortant réélu | PS             | 22 553 | 53,19  |  |  |  |
|                | Pierre Favre                      | UDF (PR) (URC) | 13 802 | 32,55  |  |  |  |
|                | François-Régis Taveau             | PCF            | 3 474  | 8,19   |  |  |  |
|                | Roland Pénichon                   | FN             | 2 572  | 6,07   |  |  |  |
|                |                                   |                |        |        |  |  |  |
| Inscrits       | Inscrits                          | Inscrits       | 65 411 | 100,00 |  |  |  |
| Abstentions    | Abstentions                       | Abstentions    | 22 435 | 34,3   |  |  |  |
| Votants        | Votants                           | Votants        | 42 976 | 65,7   |  |  |  |
| Blancs et nuls | Blancs et nuls                    | Blancs et nuls | 575    | 1,34   |  |  |  |
| Exprimés       | Exprimés                          | Exprimés       | 42 401 | 98,66  |  |  |  |

#### Septième circonscription (Pessac)
| Candidat       | Candidat           | Parti          | Premier tour | Premier tour | Second tour | Second tour |  |
| Candidat       | Candidat           | Parti          | Voix         | %            | Voix        | %           |  |
| -------------- | ------------------ | -------------- | ------------ | ------------ | ----------- | ----------- |  |
|                | Pierre Ducout élu  | PS             | 23 792       | 48,1         | 30 282      | 57,74       |  |
|                | Jean-Claude Dalbos | RPR (URC)      | 18 291       | 36,98        | 22 161      | 42,26       |  |
|                | Michel Olivier     | PCF            | 3 826        | 7,73         |             |             |  |
|                | Maurice Le Gentil  | FN             | 3 555        | 7,19         |             |             |  |
|                |                    |                |              |              |             |             |  |
| Inscrits       | Inscrits           | Inscrits       | 74 864       | 100,00       | 74 861      | 100,00      |  |
| Abstentions    | Abstentions        | Abstentions    | 24 631       | 32,9         | 21 336      | 28,5        |  |
| Votants        | Votants            | Votants        | 50 233       | 67,1         | 53 525      | 71,5        |  |
| Blancs et nuls | Blancs et nuls     | Blancs et nuls | 769          | 1,53         | 1 082       | 2,02        |  |
| Exprimés       | Exprimés           | Exprimés       | 49 464       | 98,47        | 52 443      | 97,98       |  |

#### Huitième circonscription (Arcachon)
| Candidat       | Candidat                     | Parti          | Premier tour | Premier tour | Second tour | Second tour |  |
| Candidat       | Candidat                     | Parti          | Voix         | %            | Voix        | %           |  |
| -------------- | ---------------------------- | -------------- | ------------ | ------------ | ----------- | ----------- |  |
|                | Kléber Haye                  | PS             | 22 673       | 39,97        | 29 831      | 48,62       |  |
|                | Robert Cazalet sortant réélu | UDF (PR) (URC) | 22 349       | 39,4         | 31 522      | 51,38       |  |
|                | Jack Hennequin               | FN             | 4 619        | 8,14         |             |             |  |
|                | Claude Espied                | Divers droite  | 3 741        | 6,59         |             |             |  |
|                | Jean Barrière                | PCF            | 3 343        | 5,89         |             |             |  |
|                |                              |                |              |              |             |             |  |
| Inscrits       | Inscrits                     | Inscrits       | 82 313       | 100,00       | 82 201      | 100,00      |  |
| Abstentions    | Abstentions                  | Abstentions    | 24 784       | 30,11        | 19 714      | 23,98       |  |
| Votants        | Votants                      | Votants        | 57 529       | 69,89        | 62 487      | 76,02       |  |
| Blancs et nuls | Blancs et nuls               | Blancs et nuls | 804          | 1,4          | 1 134       | 1,81        |  |
| Exprimés       | Exprimés                     | Exprimés       | 56 725       | 98,6         | 61 353      | 98,19       |  |

#### Neuvième circonscription (Langon)
| Candidat       | Candidat                     | Parti          | Premier tour | Premier tour | Second tour | Second tour |  |
| Candidat       | Candidat                     | Parti          | Voix         | %            | Voix        | %           |  |
| -------------- | ---------------------------- | -------------- | ------------ | ------------ | ----------- | ----------- |  |
|                | Pierre Lagorce sortant réélu | PS             | 25 745       | 45,31        | 34 566      | 57,67       |  |
|                | Philippe Dubourg             | RPR (URC)      | 18 749       | 32,99        | 25 369      | 42,33       |  |
|                | Pierre Augey                 | PCF            | 7 449        | 13,11        |             |             |  |
|                | Fabrice Néel                 | FN             | 4 579        | 8,06         |             |             |  |
|                | Garance Phau                 | POE            | 302          | 0,53         |             |             |  |
|                |                              |                |              |              |             |             |  |
| Inscrits       | Inscrits                     | Inscrits       | 83 631       | 100,00       | 83 600      | 100,00      |  |
| Abstentions    | Abstentions                  | Abstentions    | 25 761       | 30,8         | 22 188      | 26,54       |  |
| Votants        | Votants                      | Votants        | 57 870       | 69,2         | 61 412      | 73,46       |  |
| Blancs et nuls | Blancs et nuls               | Blancs et nuls | 1 046        | 1,81         | 1 477       | 2,41        |  |
| Exprimés       | Exprimés                     | Exprimés       | 56 824       | 98,19        | 59 935      | 97,59       |  |

#### Dixième circonscription (Libourne)
| Candidat       | Candidat                         | Parti          | Premier tour | Premier tour | Second tour | Second tour |  |
| Candidat       | Candidat                         | Parti          | Voix         | %            | Voix        | %           |  |
| -------------- | -------------------------------- | -------------- | ------------ | ------------ | ----------- | ----------- |  |
|                | Gilbert Mitterrand sortant réélu | PS             | 24 026       | 47,23        | 28 737      | 52,32       |  |
|                | Gérard César sortant             | RPR (URC)      | 21 496       | 42,26        | 26 192      | 47,68       |  |
|                | Jacques Labégorre                | FN             | 3 045        | 5,99         |             |             |  |
|                | Jean Cucurull                    | PCF            | 2 302        | 4,53         |             |             |  |
|                |                                  |                |              |              |             |             |  |
| Inscrits       | Inscrits                         | Inscrits       | 71 367       | 100,00       | 71 319      | 100,00      |  |
| Abstentions    | Abstentions                      | Abstentions    | 19 792       | 27,73        | 15 495      | 21,73       |  |
| Votants        | Votants                          | Votants        | 51 575       | 72,27        | 55 824      | 78,27       |  |
| Blancs et nuls | Blancs et nuls                   | Blancs et nuls | 706          | 1,37         | 895         | 1,6         |  |
| Exprimés       | Exprimés                         | Exprimés       | 50 869       | 98,63        | 54 929      | 98,4        |  |

#### Onzième circonscription (Blaye)
|                | Bernard Madrelle élu   | PS             | 25 458 | 54,98  |  |  |  |
|                | Alain Guirriec         | UDF (PR) (URC) | 14 537 | 31,4   |  |  |  |
|                | Florence Elvira Martin | FN             | 3 451  | 7,45   |  |  |  |
|                | Élie Martin            | PCF            | 2 856  | 6,17   |  |  |  |
|                |                        |                |        |        |  |  |  |
| Inscrits       | Inscrits               | Inscrits       | 68 553 | 100,00 |  |  |  |
| Abstentions    | Abstentions            | Abstentions    | 21 302 | 31,07  |  |  |  |
| Votants        | Votants                | Votants        | 47 251 | 68,93  |  |  |  |
| Blancs et nuls | Blancs et nuls         | Blancs et nuls | 949    | 2,01   |  |  |  |
| Exprimés       | Exprimés               | Exprimés       | 46 302 | 97,99  |  |  |  |